# Travelogue (Deupree-Shipp-Morris-Album)
Travelogue ist ein Jazzalbum von Jerome Deupree, Matthew Shipp und Joe Morris. Die am 26. Januar 2023 in den Park West Studios, Brooklyn, entstandenen Aufnahmen erschienen am 30. April 2024 auf Fundacja Słuchaj.

## Hintergrund
Der Schlagzeuger Jerome Deupree (* 1956) hatte seit den 1980er-Jahren in mehreren Gruppen mit dem Gitarristen Joe Morris zusammengearbeitet; Travelogue war seine  erste Begegnung mit dem Pianisten Matthew Shipp. Dieser wiederum hatte zuvor mit Joe Morris seit den 1990er-Jahren gespielt; aus ihrer Kooperation entstanden Alben wie Thesis (1997), Right Hemisphere (2008), Harmonic Disorder (2008) und Broken Partials (2013).

## Titelliste
- Jerome Deupree/Matthew Shipp/Joe Morris: Travelogue (Fundacja Sluchaj! FSR 10/2024)[1]

1. 42.6362° N, 70.8431° W (10:11)
2. 54.7753° N, 1.5849° W (6:53)
3. 37.8651° N, 119.5383° W (6:46)
4. 36.9741° N, 122.0308° W (7:42)
5. 43.4461° N, 70.3507° W (8:16)
6. 34.6037° S, 58.3816° W (6:56)

Alle Kompositionen stammen von Deupree, Shipp und Morris.

## Rezeption
Matthew Shipps Wechsel zwischen hin- und hergehenden, hellen und dunklen Klangfarben komme auf Travelogue zum Ausdruck, wo sich Deuprees Beiträge normalerweise auf gelegentliche Trommelschläge, Beckenklirren oder gelegentliche Power-Ruffs beschränken, schrieb Ken Waxman (JazzWord). die sechs Tracks seien im Wesentlichen Duette mit Begleitung, die meisten Improvisationen gleichzeitig vielschichtig und verdreht, wobei Morris manchmal seine Reichweite erweitern würde, sodass Resonanzen in den tieferen Saiten etwas erzeugen, das man als Kontrabass-Parts bezeichnen könnte. Gebundenheit und Abwechslung würden hier perfekt zusammenpassen, da Shipps Klavierspiel so hochgedreht ist, dass beide Situationen zu bemerkenswerten Klängen verarbeitet werden.